# Młodzieżowe Indywidualne Mistrzostwa Polski na Żużlu 1999
Młodzieżowe Indywidualne Mistrzostwa Polski na Żużlu 1999 – zawody żużlowe, mające na celu wyłonienie medalistów młodzieżowych indywidualnych mistrzostw Polski w sezonie 1999. Rozegrano dwa turnieje półfinałowe oraz finał, w którym zwyciężył Rafał Okoniewski.

## Finał
- Gniezno, 4 czerwca 1999
- Sędzia: Jan Banasiak

| Msc. | Zawodnik              | Klub         | Pkt   |             |  |
| ---- | --------------------- | ------------ | ----- | ----------- |  |
| 1    | Rafał Okoniewski      | Gorzów Wlkp. | 13 +3 | (3,3,3,2,2) |  |
| 2    | Krzysztof Cegielski   | Gorzów Wlkp. | 13 +u | (3,3,3,3,1) |  |
| 3    | Tomasz Chrzanowski    | Toruń        | 11 +3 | (1,2,3,2,3) |  |
| 4    | Tomasz Jędrzejak      | Ostrów Wlkp. | 11 +d | (2,3,2,1,3) |  |
| 5    | Tomasz Rempała        | Rzeszów      | 11 +u | (3,3,2,3,u) |  |
| 6    | Przemysław Tajchert   | Bydgoszcz    | 11 +w | (1,2,2,3,3) |  |
| 7    | Tomasz Cieślewicz     | Gorzów Wlkp. | 8     | (0,2,3,3,d) |  |
| 8    | Krzysztof Słaboń      | Bydgoszcz    | 7     | (1,2,1,w,3) |  |
| 9    | Sebastian Smoter      | Zielona Góra | 7     | (3,1,1,1,1) |  |
| 10   | Mariusz Franków       | Piła         | 6     | (2,0,0,2,2) |  |
| 11   | Paweł Duszyński       | Gdańsk       | 6     | (2,1,1,d,2) |  |
| 12   | Krzysztof Pecyna      | Gdańsk       | 6     | (d,1,2,1,2) |  |
| 13   | Mariusz Węgrzyk       | Wrocław      | 4     | (d,1,1,1,1) |  |
| 14   | Andrzej Zieja         | Wrocław      | 2     | (w,0,0,2,0) |  |
| 15   | Bartłomiej Bardecki   | Gniezno      | 2     | (2,0,u,0,t) |  |
| 16   | Maciej Jąder          | Leszno       | 1     | (0,0,0,0,1) |  |
|      | rez. Grzegorz Knapp   | Grudziądz    | 0     | (0)         |  |
|      | rez. Krzysztof Mikuta | Tarnów       | ns    |             |  |